# Kannami
Kannami (japanska: 函南町?, Kannami-chō) är en landskommun i Shizuoka prefektur i Japan. 